# Adrama austeni
Adrama austeni är en tvåvingeart som beskrevs av Friedrich Georg Hendel 1912. Adrama austeni ingår i släktet Adrama och familjen borrflugor. Inga underarter finns listade i Catalogue of Life.